# Howard Nemerov
Pour les articles homonymes, voir Nemerov.
Howard Nemerov, né le 29 février 1920 à New York et mort le 5 juillet 1991 à University City dans le Missouri, est un poète, romancier, nouvelliste, critique littéraire et professeur d'université américain. 
En 1978 Nemerov reçoit le prix  Pulitzer et le National Book Award pour la publication de ses The Collected Poems of Howard Nemerov, édité en 1977. 
Il est élu Poète lauréat des États-Unis à deux reprises, en 1963-1964 et en 1988-1990.

## Biographie

### Jeunesse et formation
Howard Nemerov est né au sein d'une famille de Juifs russes émigrés, ses parents sont David Nemerov et Gertrude Russek, sa sœur est la photographe Diane Arbus. Ses parents l'ont élevé dans l'amour des beaux-arts et de la littérature,.
Il achève ses études secondaires à l'Ethical Culture Fieldston School (en) il en sort diplômé en 1937, puis il s'inscrit à l'université Harvard où il obtient le Bowdoin Prizes (en) en 1940 pour un essai sur Thomas Mann puis le Bachelor of Arts en 1941,.

### Seconde Guerre mondiale
Dès l'obtention de son Bachelor of Arts, il  rejoint l'Aviation royale canadienne, servant de pilote tout au long de la Seconde Guerre mondiale,. 
Après une formation de pilote de chasse à la fois au Canada et en Angleterre, il  remplit des missions sur la mer du Nord et est démobilisé en 1945 au rang de First lieutenant. Un an auparavant, il épouse Margaret Russel, le 26 janvier 1944. 

### Vie professionnelle
À la fin de la guerre, lui et sa femme séjournent un an à New York où il termine le travail sur son premier recueil de poèmes . Nemerov se tourne vers l'enseignement, profession qu'il trouve compatible avec sa carrière d'écrivain. Il commence par enseigner au Hamilton College à Clinton, New York (1946-1948).
Au cours des années 1963 et 1964, Nemerov occupe le poste de Consultant in Poetry to the Library of Congress (en) succédant au poète Louis Untermeyer (en), plus tard , il est nommé Poète lauréat des États-Unis (1988-1990). Nemerov est devient membre de l'Académie américaine des Arts et des Lettres en 1977. 
Son œuvre est inspirée par l’humanisme et l'humour juif, qu'il utilise dans des formes diverses méditative, lyrique, satirique, etc. Les poèmes de Nemerov sont profondément préoccupés par la perception individuelle de la nature et de l'histoire humaine, usant de l'ironie, de jeux de mots, de l'argot.

### Carrière universitaire
- 1946-1948, professeur au Hamilton College[6] à Clinton dans l'État de New York[7],
- 1948-1966, professeur au  Bennington College[8] à Bennington dans le Vermont[7],
- 1966-1969, professeur à l'université Brandeis à Waltham dans le Massachusetts[7],
- 1969-1991, professeur à l'université Washington de Saint-Louis dans le Missouri[6].

### Vie privée
Howard Nemerov épouse épouse Margaret Russel, le 26 janvier 1944. Le couple a trois enfants David, Alexander et Jeremy Seth,. 

## Sa poésie
Son œuvre est considérée par les critiques comme formaliste. Il écrit presque exclusivement avec des formes et mètres rigides. Il est reconnu pour sa rigueur et sa technique raffinée, mais son œuvre a aussi la réputation d'être spirituelle et ludique. Il est comparé à John Hollander et Philip Larkin.
A primer of the daily round est le poème de lui le plus souvent retrouvé dans les anthologies, et qui est très représentatif de son style poétique. C'est l’archétype du sonnet élisabéthain, illustratif de la créativité prosodique pour laquelle il est célèbre. Un autre poème très apprécié est The War in the air, qui repose sur son expérience de pilote de guerre.
Because you asked about the line between prose ans poetry, est enseigné comme un exemple de l'Ars Poetica, lorsqu’il décrit le changement presque imperceptible entre la pluie et la neige, tout en conservant les éléments poétiques formels de la rime et du mètre.

## Œuvres  (sélection)

### Recueils de poèmes
- The Image and the Law, éd. Henry Holt and Company,1947.
- Guide to the Ruins, éd. Random House, 1950,
- The Salt Garden, Boston, Massachusetts, Little, Brown, 1955, 83 p. (OCLC 1473568, lire en ligne)
- Mirrors and Windows, éd. University Of Chicago Press,1958,
- New and selected poems, éd. University Of Chicago Press, 1960,
- The Next Room of the Dream: Poems and Two Plays, éd. University Of Chicago Press, 1962,
- The Blue Swallows, éd. University Of Chicago Press,1967,
- The Winter Lightning: Selected Poems, éd. Rapp & Whiting, 1968,
- Gnomes and Occasions, éd.  University Of Chicago Press, 1973,
- Western Approaches, éd. University Of Chicago Press, 1975,
- The Collected Poems, Chicago, Illinois, University of Chicago Press (réimpr. 1981, 1984, 1996, 2003, 2015) (1re éd. 1977), 516 p. (ISBN 9780226572598, OCLC 2798469, lire en ligne), qui reçut le Pulitzer Prize, le National Book Award, et le Bollingen Prize,
- Sentences, éd. University Of Chicago Press,1980,
- Inside the Onion, éd.University Of Chicago Press,1984,
- War Stories: Poems About Long Ago and Now , éd. University Of Chicago Press ,1987[15],[16]
- Trying Conclusions: New and Selected Poems, 1961-1991, éd. University of Chicago Press, 1991,
- The Collected Poems of Howard Nemerov, Chicago, Illinois, University of Chicago Press (réimpr. 1981, 2003, 2015) (1re éd. 1977), 516 p. (ISBN 9780226572581, OCLC 2798469, lire en ligne)

### Essais, nouvelles et autres écrits
- Federigo: Or the Power of Love, éd.  Little, Brown Press, 1954.
- The Homecoming Game, New York, Simon & Schuster (réimpr. 1992) (1re éd. 1957), 252 p. (OCLC 1322273678, lire en ligne)
- The Commodity of Dreams and Other Stories, éd.  Simon and Schuster, 1959,
- Endor drama in one act, éd. Abingdon Press, 1961,
- Poetry and Fiction : Essays, New Brunswick, New Jersey, Rutgers University Press (réimpr. 2018) (1re éd. 1963), 381 p. (ISBN 9780483451582, OCLC 1150972761, lire en ligne)
- Poets on Poetry, éd. Macmillan Publishing Company, 1965,
- Journal of the Fictive Life, New Brunswick, New Jersey, Rutgers University Press (réimpr. 1981) (1re éd. 1965), 208 p. (OCLC 291021, lire en ligne)
- The Painter Dreaming in the Scholar's House, éd. Phoenix Book Shop, 1968,
- By Al Lebowitz's Pool, éd. Nadja, 1970,
- Stories, Fables and Other Diversions, éd.  D. R. Godine, 1971,
- Reflexions on Poetry and Poetics, éd. Rutgers University Press, 1972,
- Figures of Thought, éd.  D. R. Godine, 1978[17],
- A Spell Before Winter, illustrations de Mary Moss Escalante, éd.  Landlocked Press, 1981
- New Selected Essays, éd. Southern Illinois University Press, 1985,
- The Oak in the Acorn, éd. Louisiana State University Press, 1987[18],
- A Howard Nemerov Reader, Columbia, Missouri, University of Missouri Press, 1991, 534 p. (ISBN 9780826207760, lire en ligne)
- The melodramatists, éd. University of Missouri Press, 1992,
- Four Hundred Years of Gun Control: Why Isn't It Working, éd. Contrast Media Press, 2008

## Prix et distinctions
- 1955 : obtention d'une bourse d'études délivrée par le magazine littéraire The Kenyon Review (en)
- 1968 : obtention d'une bourse de la fondation Guggenheim[19]
- 1976 à 1991 : Il remplit la charge de Chancelier de l'Academy of American Poets [20].
- 1978 : Lauréat du prix Pulitzer de poésie,
- 1978 :Lauréat du National Book Award de poésie[21],
- 1978: Lauréat du Prix Bollingen
- etc.

Le Prix Howard Nemerov du sonnet est créé en son honneur, par la revue The Formalist.
L'université Washington de Saint-Louis a créé une bourse à son nom la Nemerov Writing Scholarships in Arts & Sciences.

### Notices encyclopédiques
- (en-US) Sculley Bradley (dir.), Richmond Croom Beatty (dir.) et Eugene Hudson Long (dir.), The American Tradition in Literature, New York, W.W. Norton : Grosset and Dunlap, 1967, 1918 p. (ISBN 9780394326207, OCLC 695559949, lire en ligne), p. 1894-1896,
- (en-US) Hyatt Howe Waggoner, American Poets, From the Puritans to the Present, Boston, Massachusetts, Houghton Mifflin, 1968, 776 p. (ISBN 9780807111468, OCLC 1165977, lire en ligne), p. 610-614,
- (en-US) Matthew J. Bruccoli (dir.) et Ronald Baughman (rédacteur), Dictionary of Literary Biography Yearbook 1983, Detroit, Michigan, Gale, 1984, 355 p. (ISBN 9780810316270, OCLC 32245787, lire en ligne), p. 167-169,
- (en-US) Suzanne Michele Bourgoin (dir.), Encyclopedia of World Biography, vol. 11 : Michael-Orleans, Detroit, Michigan, Gale Research, 1998, 570 p. (OCLC 37813530, lire en ligne), p. 338-340. ,
- (en-US) Rosemary M. Canfield Reisman (dir.), Critical Survey of Poetry : American Poets, vol. 3, Pasadena, Californie, Salem Press, 2011, 640 p. (ISBN 9781587655869, OCLC 726823520, lire en ligne), p. 1409-1415. ,

### Essais et biographies
- (en-US) Peter Meinke, Howard Nemerov - American Writers 70 : University of Minnesota Pamphlets on American Writers, Minneapolis, Minnesota, University of Minnesota Press, coll. « University of Minnesota pamphlets on American writers, » (no 70), 1968, 48 p. (ISBN 9780816604845, OCLC 170188, lire en ligne),
- (en-US) Bowie Duncan (dir.) (préf. Reed Whittemore), The Critical Reception of Howard Nemerov, Metuchen, New Jersey, Scarecrow Press, 1971, 216 p. (OCLC 1414952136, lire en ligne),
- (en-US) Julia A. Bartholomay, The Shield of Perseus : The Vision and Imagination of Howard Nemerov, Gainesville, Floride, University of Florida Press, 1972, 184 p. (ISBN 9780813003177, OCLC 333426, lire en ligne),
- (en-US) William Mills, The stillness in moving things : The world of Howard Nemerov, Memphis, Tennessee, Memphis State University Press, 1975, 145 p. (ISBN 9780878700264, OCLC 1733516, lire en ligne),
- (en-US) Ross Labrie, Howard Nemerov, Boston, Massachusetts, Twayne Publishers, coll. « Twayne's United States authors series » (no 356), 1980, 168 p. (ISBN 9780805772982, OCLC 251681668, lire en ligne),
- (en-US) Diana E. Wyllie, Elizabeth Bishop and Howard Nemerov : A Reference Guide, Boston, Massachusetts, G.K. Hall, coll. « Reference guide to literature », 1983, 246 p. (ISBN 9780816185276, OCLC 8762954, lire en ligne),
- (en-US) Donna L. Potts, Howard Nemerov and Objective Idealism : The Influence of Owen Barfield, Columbia, Missouri, University of Missouri Press, 1994, 136 p. (ISBN 9780826209627, OCLC 29877152, lire en ligne),

### Articles
- (en-US) Kenneth Burke, « Comments on Eighteen Poems by Howard Nemerov », The Sewanee Review, vol. 60, no 1,‎ janvier - mars 1952, p. 117-131 (15 pages) (lire en ligne ),
- (en-US) James M. Kiehl, « The Poems of Howard Nemerov: Where Loveliness Adorns Intelligible Things », Salmagundi, no 22 & 23,‎ printemps - été 1973, p. 234-257 (24 pages) (lire en ligne ),
- (en-US) Robert Boyer, « An Interview With Howard Nemerov », Salmagundi, no 31 & 32,‎ hiver 1975-1976, p. 109-119 (11 pages) (lire en ligne ),
- (en-US) Neal Bowers et Charles L. P. Silet, « An Interview with Howard Nemerov », The Massachusetts Review, vol. 22, no 1,‎ printemps 1981, p. 43-57 (15 pages) (lire en ligne ),
- (en-US) Ejner J. Jensen, « Howard Nemerov and the Tyranny of Shakespeare », The Centennial Review, vol. 32, no 2,‎ printemps 1988, p. 130-149 (20 pages) (lire en ligne ),
- (en-US) Miriam Marty Clark, « "Between the wave and particle": Figuring Science in Howard Nemerov's Poems », Mosaic: An Interdisciplinary Critical Journal, vol. 23, no 4,‎ 1990, p. 37-50 (14 pages) (lire en ligne ),
- (en-US) Martin Bidney, « Double Darkness, Border of Bonelight: The Problem of Solipsism in Howard Nemerov's Epiphanies », Interdisciplinary Literary Studies, vol. 6, no 2,‎ printemps 2005, p. 24-46 (23 pages) (lire en ligne ),